# Scottish Maid
Die Scottish Maid, ein Marssegelklipperschoner (2 m), lief am 15. Juli 1839 in Aberdeen, Schottland, im Auftrag eines Reederei-Konsortiums unter der Leitung von Alexander Nicol und George Munro, Aberdeen vom Stapel. 
Ihr Längen-Breiten-Verhältnis lag bei „4,7:1“, was dem eines Mediumklippers entspricht. William Hall entwickelte die Rumpflinien empirisch an einem Modell im Schlepptank. Das Schiff hatte einen leicht konvexen, sogenannten Aberdeenbug. Der Klipper-Schoner wurde als schneller Frachtsegler für die Fahrt zwischen Aberdeen bzw. Leith und London (33 Stunden) in Konkurrenz zu Liniendampfern eingesetzt. 
Die Scottish Maid wird von einigen Experten als direkter Klippervorläufer (wie Ann McKim, Rainbow) bezeichnet (John Lyman, 'The „Scottish Maid“ as the World's First Clipper', 1944) und gilt als erster britischer Klipper, sie war jedoch trotz der äußerlichen Ähnlichkeit kein echter Baltimoreklipper - leichte, extrem wendige, teilweise mit Kanonen bestückte zweimastige Fracht- und Kriegsschiffe, Blockadebrecher, besonders nach 1818 auch Postschiffe etc. mit sehr flach gehaltenem Bugspriet, meist konvexem Bug, hohen Masten und scharfen Linien. Sie wurden vorwiegend in der Zeit von 1795 bis 1825 gebaut. In Bezug auf Schiffslinie, Takelung und Einsatzzweck waren die Klipper aus Baltimore keine echten Klipper. 
Die Scottish Maid fuhr ca. 50 Jahre, bis sie um 1880 strandete und verloren ging.

## Schiffsdaten
- Konstruktion: Holzrumpf in Klipper-Bauweise als Glattdecker (konkaver Vorsteven (Aberdeen-Bug), konkave Spanten)
- Rigg: Marssegelschoner (2 m), Masten mit Stenge und Gaffel, Mars- und Bramrahtop am Vormast, Gaffelsegel am Vormast ohne Baum
- Stapellauf: 15. Juli 1839
- Jungfernfahrt: August 1839 nach London
- Bauwerft: Alexander Hall & Co., Aberdeen
- Konstrukteur: Alexander Hall
- Reederei: Nicol & Munro, Aberdeen
- Heimathafen: Aberdeen, Schottland
- Galionsfigur: keine
- Länge ü. a.: 36,34 m (119' 3" (Klüverbaumnock – Großgaffelbaumnock))
- Länge Galion-Heck (Rumpflänge): 25,8 (84' 8") [inkl.Bugspriet: 28,1 m (92' 4")]
- Länge auf Deck: 24,65 m (80' 10")
- Breite: 5,9 m (19' 4")
- Raumtiefe: 3,5 m (11' 7")
- Seitenhöhe: 4,2 m (13' 9")
- Tiefgang: 3,3 m (10' 10")
- Vermessung: 142 BRT (Bruttoregistertonnen)
- Segelfläche: ~1.200 m² (10: 2 Rah-, 2 Gaffelgroß-, 1 Gaffeltop-, 4 Vor-, 1 Stagsegel)
- Masthöhe: 23,2 m (Flaggenknopf – Kiel); 20 m (Flaggenknopf – Deck)
- Hilfsmaschinen: keine
- Baukosten: £ 1.700
- Besatzung: ~10 Mann
- Schwesterschiffe: drei weitere Schoner nach denselben Plänen